# Macquartia arripes
Macquartia arripes är en tvåvingeart som beskrevs av Johann Wilhelm Meigen 1838. Macquartia arripes ingår i släktet Macquartia och familjen parasitflugor. Inga underarter finns listade i Catalogue of Life.